# Iglesia de la Inmaculada Concepción (Tartu)
La Iglesia de la Inmaculada Concepción  también conocida como la iglesia católica de Tartu y más formalmente "Iglesia de la Inmaculada Concepción de la Santísima Virgen María" (en estonio: Tartu katoliku kirik o Pühima Neitsi Maarja Pärispatuta Saamise kirik) es el nombre que recibe un edificio religioso que pertenece a la Iglesia católica y se localiza en la ciudad de Tartu la segunda más grande del país europeo de Estonia.

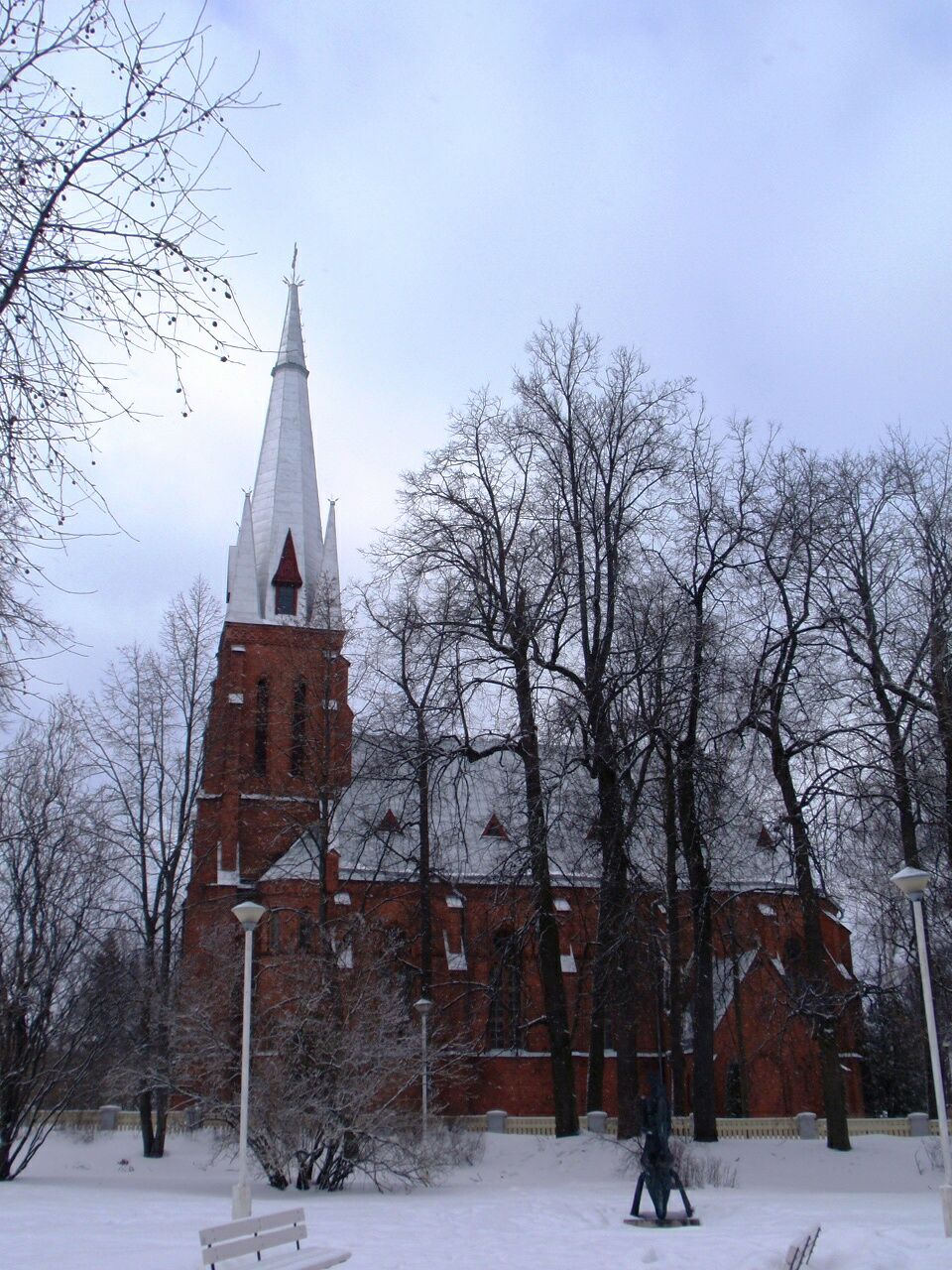
La Iglesia en Invierno

Se trata de una estructura construida entre los años 1895 y 1899. Es el único templo parroquial  católico en Tartu. La primera piedra de la iglesia fue colocada en 1862 y fue consagrada oficialmente en 1899.
Fue diseñada por Wilhelm Schilling y construida en el estilo neo-gótico está situada en las calles Veski, Jakobi, Oru y Karl August Hermann. Debido a las diversas nacionalidades que componen la congregación ofrece misas no solo en estonio, sino también en polaco e inglés.